# Шумін
Шумін (пол. Szumin) — село в Польщі, у гміні Лохув Венґровського повіту Мазовецького воєводства.
Населення — 62 особи (2011).
У 1975-1998 роках село належало до Седлецького воєводства.

## Демографія
Демографічна структура станом на 31 березня 2011 року:
|          | Загалом | Допрацездатний вік | Працездатний вік | Постпрацездатний вік |
| -------- | ------- | ------------------ | ---------------- | -------------------- |
| Чоловіки | 38      | 5                  | 19               | 14                   |
| Жінки    | 24      | 4                  | 9                | 11                   |
| Разом    | 62      | 9                  | 28               | 25                   |